# 체바 변경백국
체바 변경백국(Marchesato di Ceva)은 아펜니노산맥 아래와 오늘날의 피에몬테에 속하는 체바를 포함했던 이탈리아 북서부의 소 독립 국가이다.

## 역사
알레라미치 가문의 보니파초 델 바스토의 죽음으로 1125년 체바 변경백국이 세워졌으며, 그의 아들 안셀모(Anselmo) 신생 국가인 체바의 초대 후작이 되었다. 그는 그뒤에 형제인 우고(Ugo)에게서 클라베사나 지역을 획득했지만 안셀모의 죽음으로 클라베사나가 분리되어 다른 아들인 보니파초(Bonifacio)에게 넘어갔다.

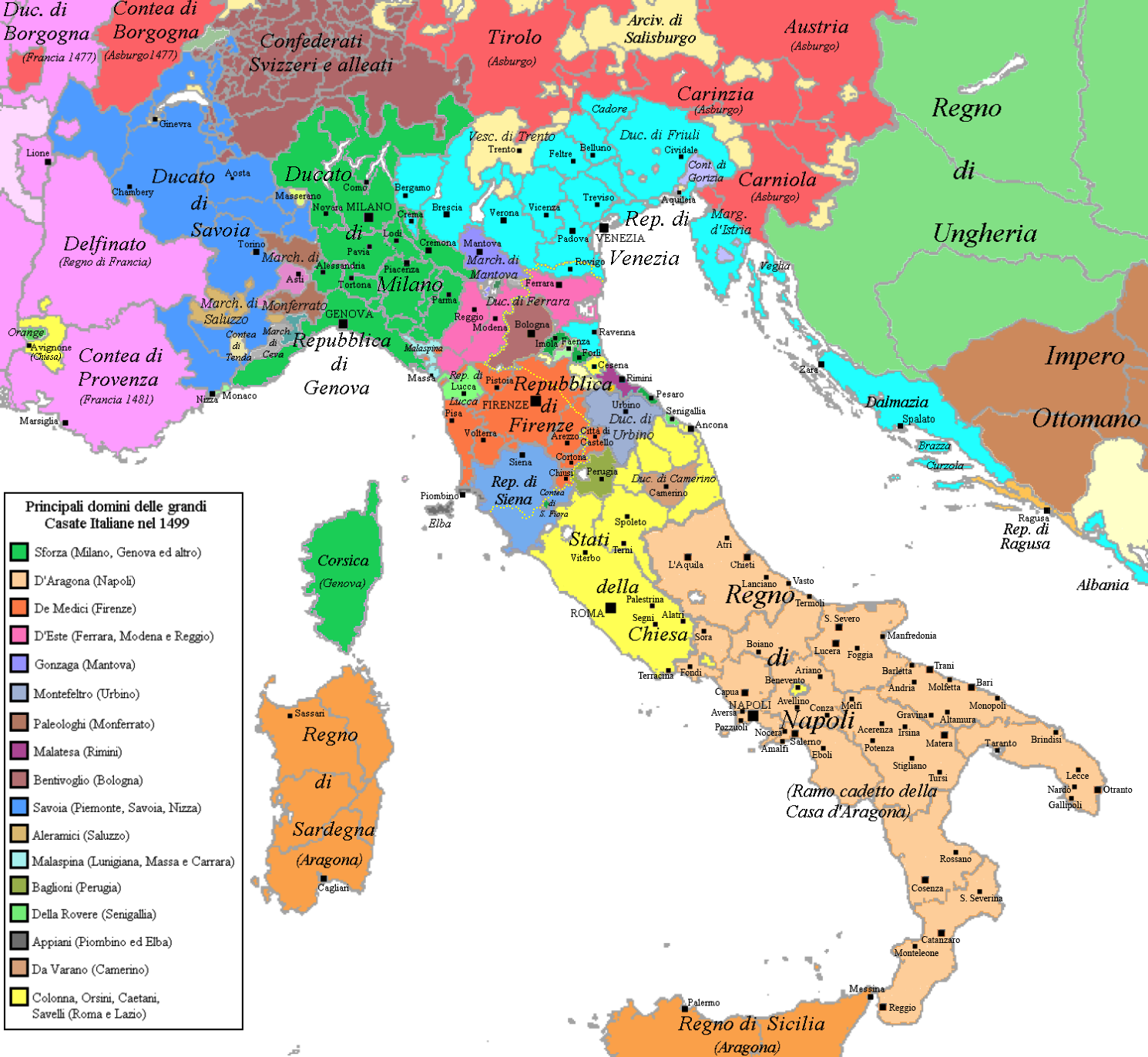
1499년 체바 변경백국의 국경

체바 변경백국은 굴리엘모들 사이에서 여러 소 국가들로 분열되었으며, 국운도 하락하기 시작했다. 후작 조르조 나노(Giorgio Nano)는 게다가 과거 12세기에 후작 굴리엘모 2세(Guglielmo II)가 영토를 늘릴때 도와주었고 국력이 강력해지던 아스티에 굴복하고 말았다. 내부 분열로 더욱 약화되어, 체바는 1313년 2월22일 아메데오 5세 디 사보이아에게도 굴복했다. 살루초, 몬페라토, 앙주 사이의 전쟁 동안, 체보 변경백국은 조반니 2세 델 몬페라토에게 충성을 맹세했다. 1352년 밀라노의 비스콘티 가문에게 정복되었다가, 1356년에 몰아내었다.
분열된 변경백국은 마침내 프랑스의 오를레앙 공작이 차지하였으며, 궁국적으로는 1531년 사보이아 공국에 흡수됐다.